# Кашин (Румунія)
Кашин (рум. Cașin) — село у повіті Бакеу в Румунії. Входить до складу комуни Кашин.
Село розташоване на відстані 201 км на північ від Бухареста, 43 км на південь від Бакеу, 124 км на південний захід від Ясс, 131 км на північний захід від Галаца, 106 км на північний схід від Брашова.

## Населення
За даними перепису населення 2002 року у селі проживали 2876 осіб. Рідною мовою 2872 особи (99,9%) назвали румунську.
Національний склад населення села:
| Національність | Кількість осіб | Відсоток |
| -------------- | -------------- | -------- |
| румуни         | 2777           | 96,6%    |
| цигани         | 99             | 3,4%     |